# Ośrodek termoregulacji

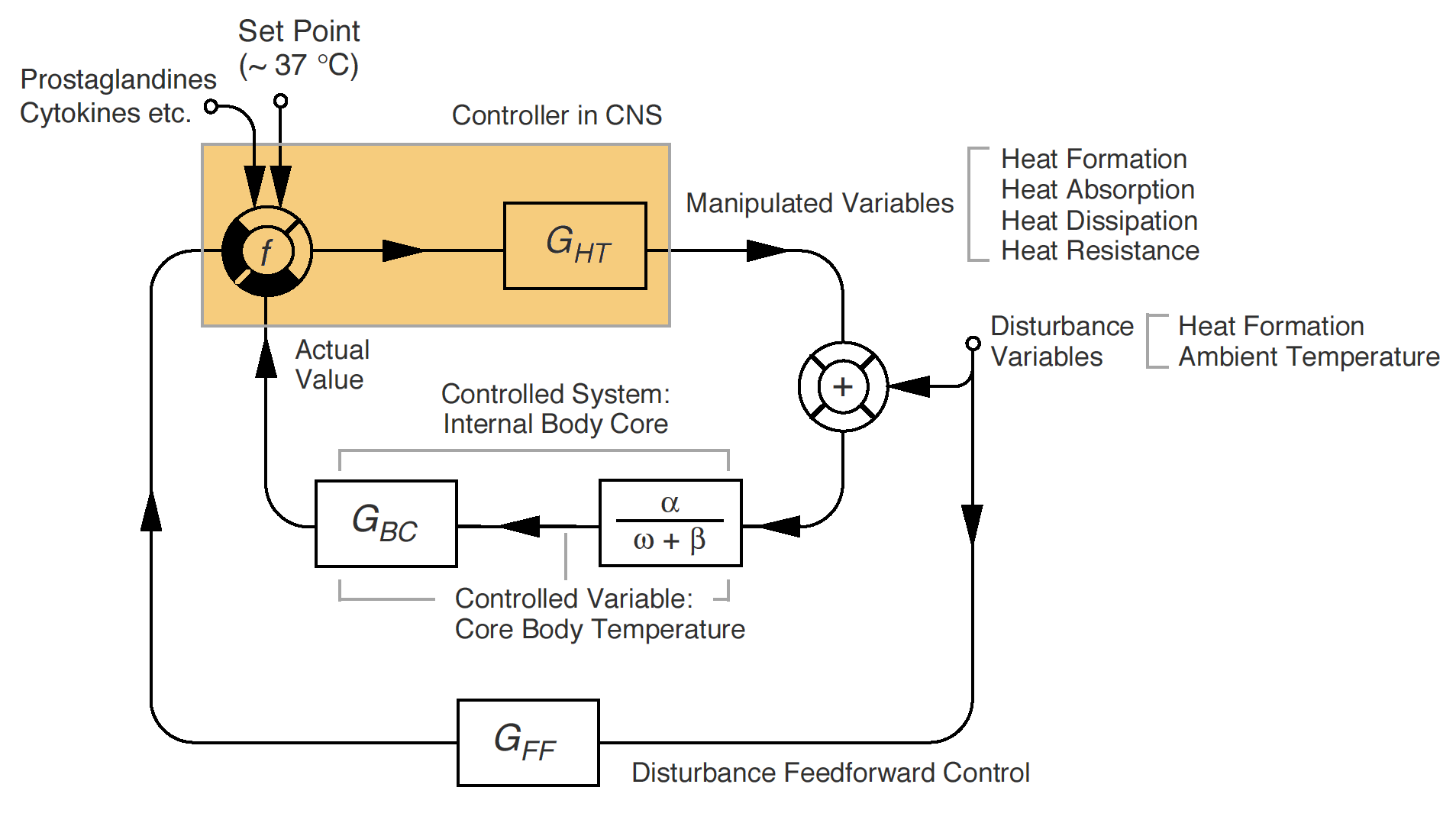
Schemat ludzkiej termoregulacji. Opis w języku angielskim.

Ośrodek termoregulacji – nagromadzenie neuronów termoczułych w podwzgórzu.
Neurony ośrodka termoregulacji zbierają informację czuciową z termoreceptorów skóry i wysyłają projekcje do mięśni), powodując reakcję termoefektorów i akumulację lub rozpraszanie ciepła, lub zmianę temperatury nastawczej organizmu (tzw. set point) w reakcji na różne substancje zewnątrz i wewnątrzpochodne (neurotoksyny, toksyny bakteryjne, kinetyny, uraz).
Ośrodek termoregulacji anatomicznie odpowiada obszarowi przedwzrokowemu podwzgórza, w którym znajdują się cztery jądra przedwzrokowe podwzgórza: boczne, przyśrodkowe, pośrodkowe i okołokomorowe.

Przeczytaj ostrzeżenie dotyczące informacji medycznych i pokrewnych zamieszczonych w Wikipedii.